# Joshua Rawlins
Joshua James Rawlins (* 23. April 2004) ist ein australischer Fußballspieler, der aktuell für Perth Glory spielt. 2021 war er einer von sechzig Talenten der „Next Generation“-Liste von The Guardian.

## Karriere

### Verein
Am 18. November 2020 debütierte Rawlins in der AFC Champions League für die erste Mannschaft von Perth Glory bei der 1:2-Heimniederlage gegen Shanghai Shenhua. Dadurch wurde er der jüngste eingesetzte Spieler im Wettbewerb. Die Mannschaft schied im Wettbewerb auf dem letzten Platz in der Gruppenphase aus. Rawlins spielte 2020 vier Spiele im Wettbewerb.
Am 20. Januar 2021 debütierte er beim 5:3-Heimsieg gegen Adelaide United in der A-League. 2021 war er einer von 60 Talenten der „Next Generation“-Liste von The Guardian. Im Sommer 2022 wechselte Rawlins zum niederländischen Verein FC Utrecht. In seiner ersten Saison in Utrecht wurde er in der zweiten Mannschaft eingesetzt.

### Nationalmannschaft
Am 6. September 2019 debütierte Rawlins bei der 3:2-Niederlage gegen die englische U17-Nationalmannschaft für die australische U17-Nationalmannschaft. Bei der U17-Weltmeisterschaft 2019 wurde Australien in einer Gruppe mit Nigeria, Ecuador und Ungarn Gruppendritter. In der Gruppenphase spielte Rawlins die Spiele gegen Ungarn (2:2) und Nigeria (2:1-Sieg) in der Startelf. Beim Achtelfinale stand er erneut in der Startelf, jedoch schied die Mannschaft mit einer 4:0-Niederlage gegen Frankreich aus.